# Винарский, Валерий Абрамович
Вале́рий Абра́мович Вина́рский (5 января 1939, Киев — 28 февраля 2024, там же) — украинский поэт-песенник, бард, писатель, дирижёр хора, журналист, инженер-строитель, «живой символ Андреевского спуска».

## Биография
Валерий Винарский получил три высших образования: инженер-строитель, инженер-землеустроитель и дирижёр хора. Кроме того, учился в Музыкальном училище им. Глиэра.
Валерий играл на гитаре. Первую песню — под названием «Девочка с собачкой» — сочинил в 13-летнем возрасте. Песни писал на свои же стихи.
За свою жизнь основал множество различных музыкальных коллективов.
Для киевлян и гостей столицы Валерий стал одним из символов города — зачастую его можно было встретить в самом начале Андреевского спуска, где он общался с прохожими и в ответ на произнесённое существительное отвечал стихотворением с этим словом.
Время от времени имел авторские программы на различных телеканалах, авторскую площадку на youtube-канале "Незалежність.ТВ": пел, играл на гитаре, рассказывал байки, отвечал стихотворением на произнесённое слово.
Стихотворный сборник Винарского «Обман — Брехня» представляет собой не столько перевод стихов с одного языка на другой, сколько жанр «парной поэзии», смысл которой автор характеризовал так: «с различных логических сторон, на двух языках — к одной мысли».
Участвовал в шоу «Рассмеши комика».

## Семья
- Жена, с которой прожил вместе более 50 лет[7]
- Сын, Алексей Красногор (род. 1968) — уличный музыкант по прозвищу "сквозняк", аранжировщик песен отца[7]
- Дочь, живёт в Англии[7]
- Ученица Алиса[7]

## Избранные произведения
Поэмы
- Елена
- Анна

Стихи
- Ад и рай
- Алкоголь и наркотики
- Анекдоты
- Белла
- Бес и ребро
- Библия
- Я и Бог
- Брак и мрак
- Вечность и бессмертие
- Глупость и мудрость
- Два мира
- Добро и зло
- Дорога

## Дискография
- «Даль туманная» («Даль», «Трава», «Выбор», «Улыбка», «Генерал любви», «Девушка, вы курите», «Дождь», «Колесо», «Вагон», «В метро», «Наедине», «Романс», «Карусель», «Солнце»)
- «Пьесы» («Помнишь…», «Регтайм», «Самба», «Закат», «Чикаго», «Вечер», «Гонка», «Киев», «Парад», «Флоренция», «Аргентина», «Вальс», «Турист», «Франция», «Размышления», «Не пришла», «Лягушки», «Жалоба», «Ручей», «Бразилия»)
- «Дуэты» («Дорога к дому», «Африка», «Кукушка», «Август», «Серёжа», «Искры», «Поляна», «С 8-го дачного пути», «Осенние разлуки», «Осень»)
- «Київ» («Дніпро», «Тінь», «Коло», «Ой жаль», «Серця щем», «Недопари», «Тіло», «Вітер тополі», «Задрімати», «Київ», «Я — сіно», «Я зігріла», «Де серце», «Мавка»)
- «Небосвод» («Спешат часы», «Я — киевлянин», «НЛО», «Итуруп», «Зелёный кот», «Любовь», «До 16 лет», «Малиновый закат», «Разреши», «Мне на зло», «Вены рек», «Солдатик», «Небосвод», «Карусель», «Скверная», «Февраль»)
- «Влюбленные в метро»
- «Серёжа»